# Marathon van Wenen 2024
De Marathon van Wenen in 2024 werd gehouden op 21 april 2024. Het was de 41e editie van deze marathon.
Bij de mannen werd de wedstrijd gewonnen door de Ethiopiër Chala Regasa in een tijd van 2:06.35; hiermee werd hij de eerste Ethiopier sinds 2015 die bij de mannen won in deze wedstrijd. Bij de vrouwen won de Eritrese Nazret Weldu in 2:24.08, waarmee ze zich normaliter ook voor de Olympische Spelen in Parijs plaatste. Beide winnaars kwamen solo over de streep.
Tijdens het evenement, dat al een dag eerder begon, werden er ook een halve marathon, 5 km en wedstrijden voor kinderen gelopen.

## Uitslagen[3]

### Mannen
| Plaats | Naam                    | Land          | Tijd    |
| ------ | ----------------------- | ------------- | ------- |
| Goud   | Chala Regasa            | Ethiopië      | 2:06.35 |
| Zilver | Bernard Muia            | Kenia         | 2:10.42 |
| Brons  | Albert Kangogo          | Kenia         | 2:10.44 |
| 4      | Leonard Barsoton        | Kenia         | 2:10.52 |
| 5      | Cameron Avery           | Nieuw-Zeeland | 2:10.53 |
| 6      | Juan Pacheco            | Mexico        | 2:11.42 |
| 7      | Felix Kibitok           | Kenia         | 2:12.44 |
| 8      | Micah Cheserek          | Kenia         | 2:13.05 |
| 9      | Alphonce Felix Simbu    | Tanzania      | 2:13.31 |
| 10     | Daniel Nghidinwa Paulus | Namibië       | 2:13.34 |

### Vrouwen
| Plaats | Naam                         | Land       | Tijd    |
| ------ | ---------------------------- | ---------- | ------- |
| Goud   | Nazret Weldu                 | Eritrea    | 2:24.08 |
| Zilver | Faith Chepkoech              | Kenia      | 2:26.22 |
| Brons  | Rebbeca Sirwanei Tanui       | Kenia      | 2:26.53 |
| 4      | Jovana de la Cruz            | Peru       | 2:27.54 |
| 5      | Lilia Fisikovici             | Moldavië   | 2:30.06 |
| 6      | Shyline Jepkorir Toroitich   | Kenia      | 2:30.36 |
| 7      | Leydy Yolanda Romero Duran   | Colombia   | 2:30.37 |
| 8      | Helalia Johannes             | Namibië    | 2:30.53 |
| 9      | Mokulubete Blandina Makatisi | Lesotho    | 2:30.54 |
| 10     | Julia Mayer                  | Oostenrijk | 2:31.25 |

### Winnaars halve marathon[4]
| Geslacht | Winnaar            | Land                | Tijd    |
| -------- | ------------------ | ------------------- | ------- |
| Man      | Timo Hinterndorfer | Oostenrijk          | 1:03.05 |
| Vrouw    | Melissa Hawtin     | Verenigd Koninkrijk | 1:17.21 |

1984 ·
1985 ·
1986 ·
1987 ·
1988 ·
1989 ·
1990 ·
1991 ·
1992 ·
1993 ·
1994 ·
1995 ·
1996 ·
1997 ·
1998 ·
1999 ·
2000 ·
2001 ·
2002 ·
2003 ·
2004 ·
2005 ·
2006 ·
2007 ·
2008 ·
2009 ·
2010 ·
2011 · 
2012 ·
2013 ·
2014 ·
2015 ·
2016 ·
2017 ·
2018 ·
2019 ·
2020 ·
2021 ·
2022 ·
2023 ·
2024